# Михино (Рязанская область)
Михино — населённый пункт в Бобровинском сельском поселении Кораблинского района Рязанской области.

## География
Находится к северу от районного центра.

## Население
| 2010 |
| ---- |
| 337  |

## Инфраструктура
Деревня Михино состоит из 4 улиц:
- улица Энгельса
- улица Новая
- улица Садовая
- улица Ильича